# فيضي (اسم)
فيضي هو اليمني  مذكر من أصل عربي، ومعناه هو منسوب إلى الفيض، وهو ذو الفيض.

## شخصيات تحمل الاسم
- فيضي الأتاسي (سياسي سوري، 1899 – 1982)
- فيضي العلمي (سياسي تركي، 1881 – 1924)
- فيضي الفيضي (القرن 20 – )

## وصلات خارجية
- موسوعة السلطان قابوس لأسماء العرب نسخة محفوظة 5 أبريل 2019 على موقع واي باك مشين.